# Ted Poley
Ted Harris Poley (Englewood, Nueva Jersey, 5 de enero de 1962) es un cantante estadounidense de hard rock. Antes baterista, Danger Danger es el grupo más famoso del que participó y en el que permanece.

## Biografía
Ted se unió a la banda Prophet como baterista, con la que lanzaron su primer álbum en 1985 y donde Poley también cantó voces principales en algunas de sus canciones. En 1987, mientras trabajaba con el segundo álbum de la banda, fue contactado por Bruno Ravel y Steve West  para unirse a Danger Danger como cantante, cosa que aceptó .
Con Danger Danger, Poley alcanzó mucho éxito durante fines de los 80' . Juntos lanzaron dos álbumes (Danger Danger y Screw It!), y realizaron giras con importantes bandas como  KISS , Alice Cooper, entre otros.
Pero en 1993, cuando se terminó de grabar el tercer álbum de Danger Danger, Cockroach, fue despedido de la banda. Contrataron a otro cantante (Paul Laine) e intentaron lanzar el álbum con nuevas voces, pero Poley demandó e impidió que el álbum fuera lanzado.
Inmediatamente crea el grupo 'Bone Machine' junto al guitarrista John Allen III. Lanzan el primer álbum Dogs en 1994, en 1995 realizan una gira por el Reino Unido y editan el disco en vivo 'Search and Destroy', y en 1996 lanzan su último álbum, Disappearing, Inc, que se ha hecho medianamente conocido por incluir en su portada a modo premonitorio las torres gemelas casi destruidas.
Forma el grupo Melodica con el guitarrista Gerard Pichler, con la que editaron varios discos, entre ellos LoveMetal, UsaAcoustica, Long Way From Home. En 2002 editan el disco 'Big' como Poley/Pichler
Luego de llegar a un acuerdo con su viejo grupo Danger Danger, se retira la demanda sobre el disco inédito Cockcroach y se publica en Cd doble, uno con las versiones cantadas por Ted Poley y el segundo con las versiones cantadas por Paul Laine.
Ha participado en la grabación de canciones para la franquicia 'Sonic the Hedgehog' de Sega.
En 2004 retorna a Danger Danger, con el que vuelve a girar y editan en 2009 el último álbum de estudio, 'Revolve'.
Edita desde el 2006 una serie de discos solistas y varias colaboraciones con otros artistas, siendo su último álbum el solista 'Modern Art' de finales de 2018.

## Grabaciones

### Mr. Speed
- Hollywood Wild (1982)

### Prophet
- Prophet (1985)

### Danger Danger
- Danger Danger (1989)
- Down And Dirty Live (1990)
- Screw It! (1991)
- Cockroach (2001)
- Revolve (2009)

### Bone Machine
- Dogs (1994)
- Search and Destroy (Live, 1995)
- Live in the UK (VHS & VCD, 1996)
- Disappearing, Inc. (1996)

### Melodica
- Long Way From Home (2000)
- USAcoustica (2001)
- Lovemetal (2001)
- Livemetal (Live, 2002)
- Live in Springfield

### Poley/Pichler
- Big (2002)

### Ted Poley
- Collateral Damage (2006)
- Smile (2007)
- Greatestits Vol.1 (2009)
- Beyond the Fade (2016)
- Modern Art (2018)

### Pleasure Dome
- For Your Personal Amusement (2008)

### Poley/Rivera
- Only Human (2008)

### Tokyo Motor Fist
- Tokyo Motor Fist (2017)